# Прапоће
Прапоће (итал. Praporchie) је насељено место у Републици Хрватској у Истарској жупанији. Административно је у саставу општине Ланишће.

## Географија
Прапоће се налази на Ћићарији, северозападно од седишта општине, на 510 м надморске висине. Са општином је повезан локалним путем, на крају уске плодне долине која становницима омогућује производњу хране за властите потребе, што је уз сточарство била главна делатност. Млеко се продавало у Трсту.

## Историја
Први се пут помиње 1358. с другим селима Рашпорске господе, с којима је 1394. припало Венецији. Црква Св. крижа изграђена је 1784. на месту пријашње, која вероватно потиче из XV века.

## Становништво
Према попису становништва из 2011. године у насељу Подгаче живело је 26 становника који су живели у 10 породичних домаћинстава.
Кретање броја становника по пописима 1857—2001.
| година пописа   | 1857. | 1869. | 1880. | 1890. | 1900. | 1910. | 1921. | 1931. | 1948. | 1953. | 1961. | 1971. | 1981. | 1991. | 2001. | 2011. |
| Број становника | 222   | 241   | 283   | 301   | 310   | 352   | 0     | 0     | 284   | 250   | 173   | 88    | 50    | 41    | 32    | 26    |

Напомена: Од 1869. до 1890. исказивано под именом Прапорче, 1900. Прапроче, од 1910. до 1931. Прапроће, у 1948. Прапоће те од 1953. до 1991. Прапоче. У 1921. подаци су садржани у насељу Трстеник, а у 1931. у насељу Ланишће. 